# Olav Hagen
Olav Hagen (n. 28 noiembrie 1921, Vingrom, Oppland, Norvegia – d. 21 august 2013, Comuna Lillehammer, Oppland, Norvegia) a fost un schior de fond ce a reprezentat Norvegia, medaliat olimpic. A participat la o ediție a Jocurilor Olimpice (1948) în care a câștigat o medalie de bronz.

## Participări
Lista de mai jos prezintă principalele competiții la care a participat Olav Hagen de-a lungul carierei.
- cross-country skiing at the 1948 Winter Olympics – men's 4 × 10 km relay[*]